# United States Bullion Depository
La United States Bullion Depository est une chambre forte située à côté de la poste de l'Armée des États-Unis de Fort Knox, au Kentucky. Le bâtiment est géré par le département du Trésor des États-Unis. Le coffre-fort est utilisé pour stocker une grande partie des réserves d'or des États-Unis ainsi que d'autres objets précieux appartenant au gouvernement fédéral ou sous sa garde. Il détient actuellement environ 4 580 tonnes de lingots d'or, soit plus de la moitié de l'or stocké par le Trésor. La police de la Monnaie des États-Unis protège le dépositaire.
Le Trésor a construit le dépôt en 1936 sur des terres qui lui ont été transférées par l'armée. Son but était d'abriter de l'or stocké à New York et Philadelphie, conformément à une stratégie visant à déplacer les réserves d'or des villes côtières vers des zones moins vulnérables aux attaques militaires étrangères. La première série d'expéditions d'or vers le dépositaire a eu lieu au cours du premier semestre de 1937. Un deuxième ensemble a été achevé en 1941. Ces expéditions, supervisées par le département des Postes des États-Unis, ont totalisé environ 12 960 tonnes, soit près des deux tiers des réserves d'or totales des États-Unis.
Pendant la Seconde Guerre mondiale, la constitution originale signée des États-Unis, la déclaration d'indépendance, les articles de la Confédération, la deuxième adresse inaugurale de Lincoln et les ébauches de l'adresse de Gettysburg de Lincoln ont été stockés dans son coffre-fort pour la protection, tout comme une Bible de Gutenberg et une copie illustrée de Magna Carta. Après la guerre, le dépositaire détenait la couronne de Saint-Étienne ainsi que des stocks d'opium et de morphine. Aujourd'hui, il est connu pour détenir dix pièces d'or Double Eagle 1933, un penny en aluminium de 1974 et vingt pièces d'or (22 carats) en dollars de Sacagawea qui ont volé à bord de la navette spatiale.
Le dépositaire est une installation sécurisée. Entre son périmètre clôturé et sa structure en béton doublée de granit, il y a des anneaux de fil de rasoir et des champs de mines. Les motifs sont surveillés par des caméras vidéo à vision nocturne haute résolution et des microphones. La chambre forte souterraine est constituée de plaques d'acier, de poutres en I et de cylindres enrobés de béton. Sa porte résistante à la torche et au perçage mesure 53 cm d'épaisseur et pèse 18 tonnes. La porte du coffre-fort est réglée sur une serrure de 100 heures et ne peut être ouverte que par les membres du personnel du dépôt qui doivent composer des combinaisons distinctes. Les visiteurs ne sont pas autorisés à l'intérieur. La chambre est si sûre que le terme "aussi sûr que Fort Knox" est devenu une métaphore de la sûreté et de la sécurité.

## Histoire

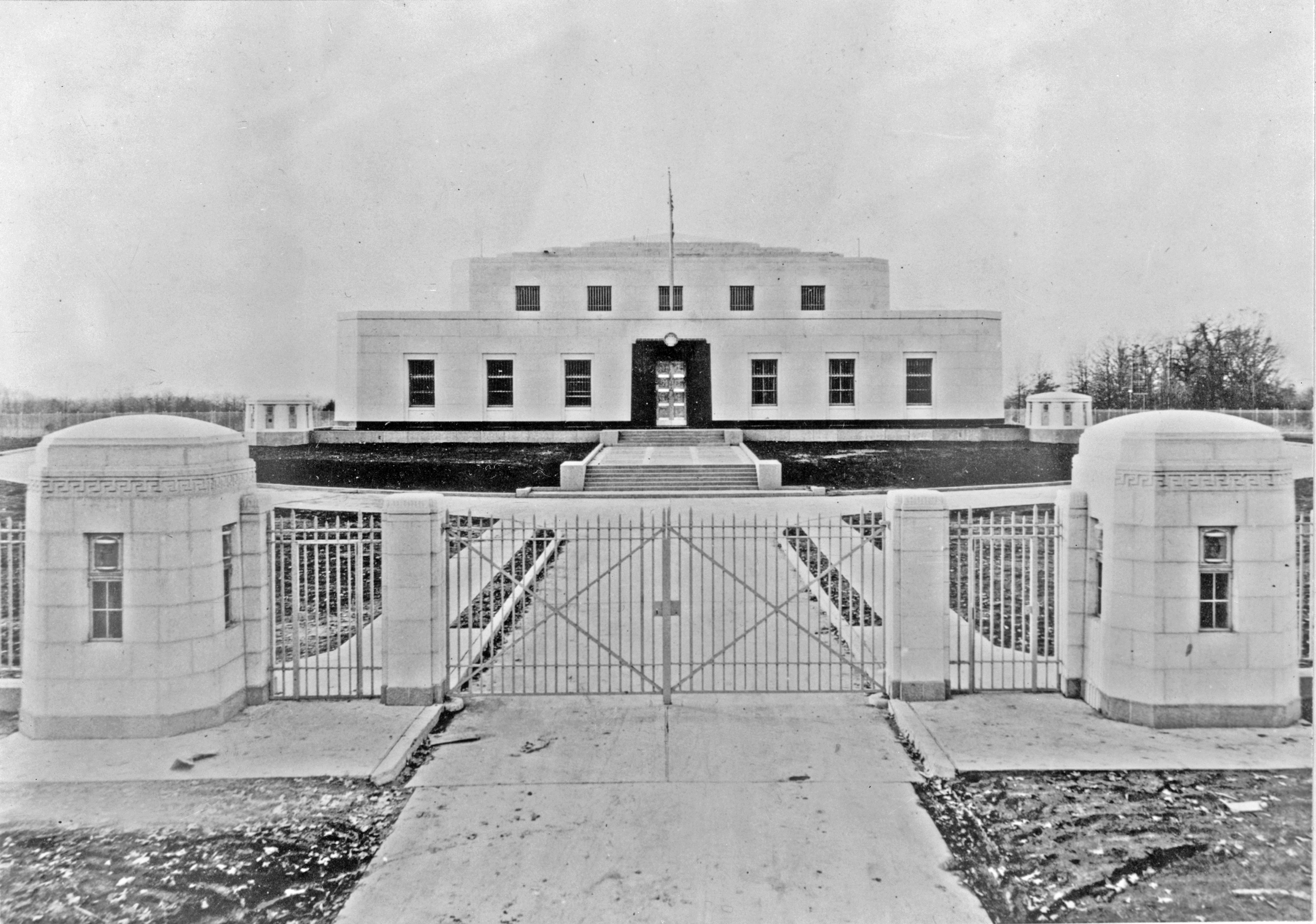
US Bullion Depository, 1939

Le bâtiment a été inscrit au registre national des lieux historiques en 1988 pour son statut de "monument bien connu auquel on fait souvent référence dans des contextes factuels et fictifs" et pour son "importance exceptionnelle" dans "l'histoire économique de la nation". Le site est situé sur ce qui est maintenant l'intersection du boulevard Bullion et du chemin Gold Vault.

### Planification et achèvement
En juin 1935, le Trésor américain a annoncé son intention de construire rapidement un dépôt d'or sur le terrain de Fort Knox, Kentucky. Son but était de stocker l'or conservé au New York City Assay Office et à la Philadelphia Mint. Cette intention était conforme à une politique annoncée précédemment pour déplacer les réserves d'or des villes côtières vers des zones moins vulnérables à l'invasion militaire étrangère. Cette politique avait déjà conduit à l'expédition de près de 2 666 tonnes d'or de la Monnaie de San Francisco à la Monnaie de Denver. Les plans initiaux devaient être achevés en août et prévoyaient un bâtiment de 930 m2 ne coûtant pas plus de 6 500 000 dollars .
Plusieurs avantages militaires de l'emplacement ont été cités. Une armée attaquant depuis la côte devait combattre à travers les Appalaches, ce qui était considéré comme un obstacle raisonnable aux forces militaires à l'époque. Le bâtiment était également isolé des chemins de fer et des autoroutes, ce qui entraverait davantage la puissance d'attaque. Même les voyages en avion vers l'endroit à travers les montagnes étaient considérés comme dangereux pour un pilote peu familier avec le territoire. Enfin, la seule unité de cavalerie entièrement mécanisée de l'armée était stationnée au fort adjacent et pouvait facilement être déployée pour défendre le dépôt.
Le Trésor a commencé la construction du United States Bullion Depository en 1936 sur des terres qui lui ont été transférées par l'armée. Le Gold Vault a été achevé en décembre de la même année pour 8 100 000 dollars .

### Les premières expéditions d'or

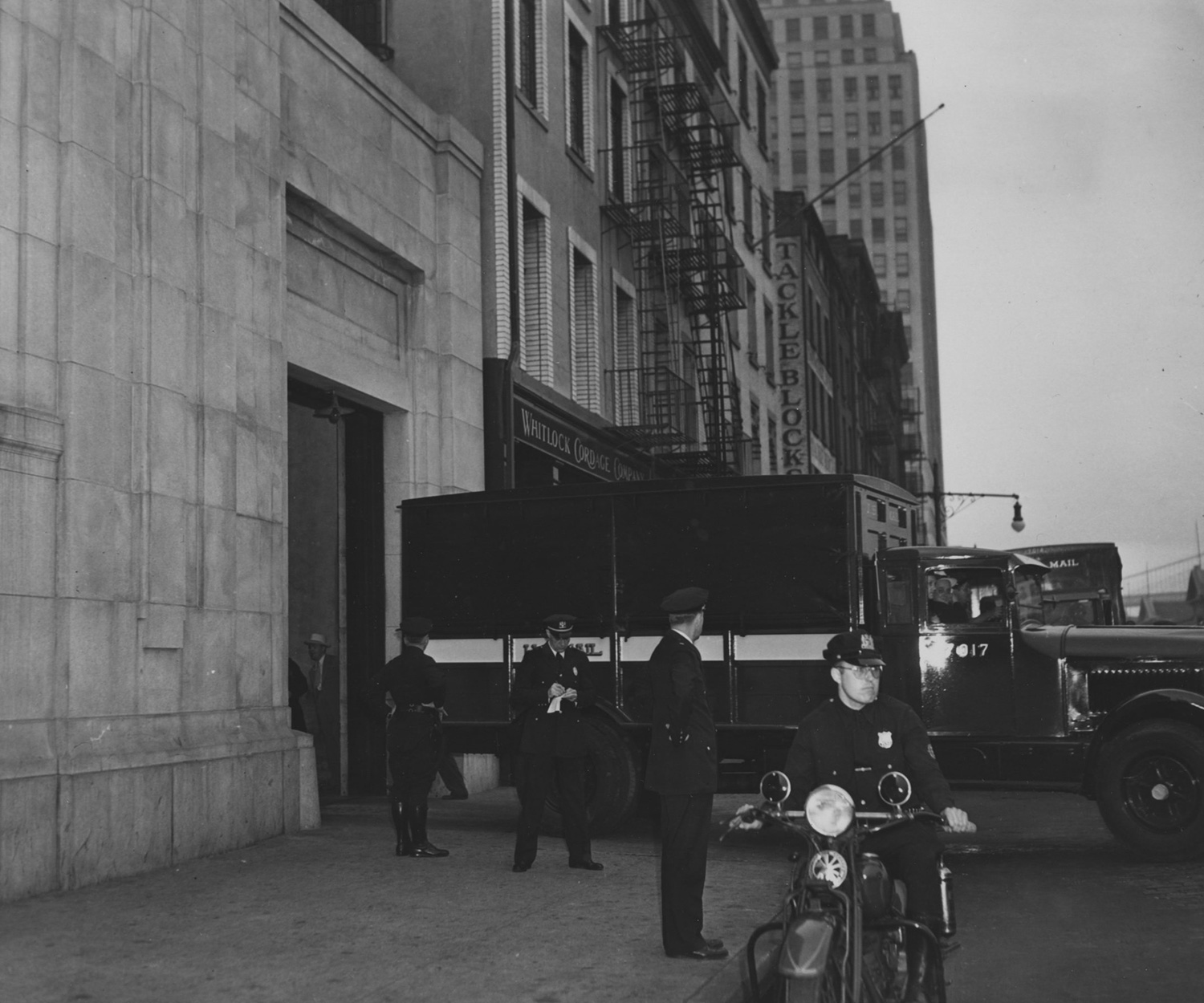
Un camion postal chargé quitte le New York City Assay Office, 1941.

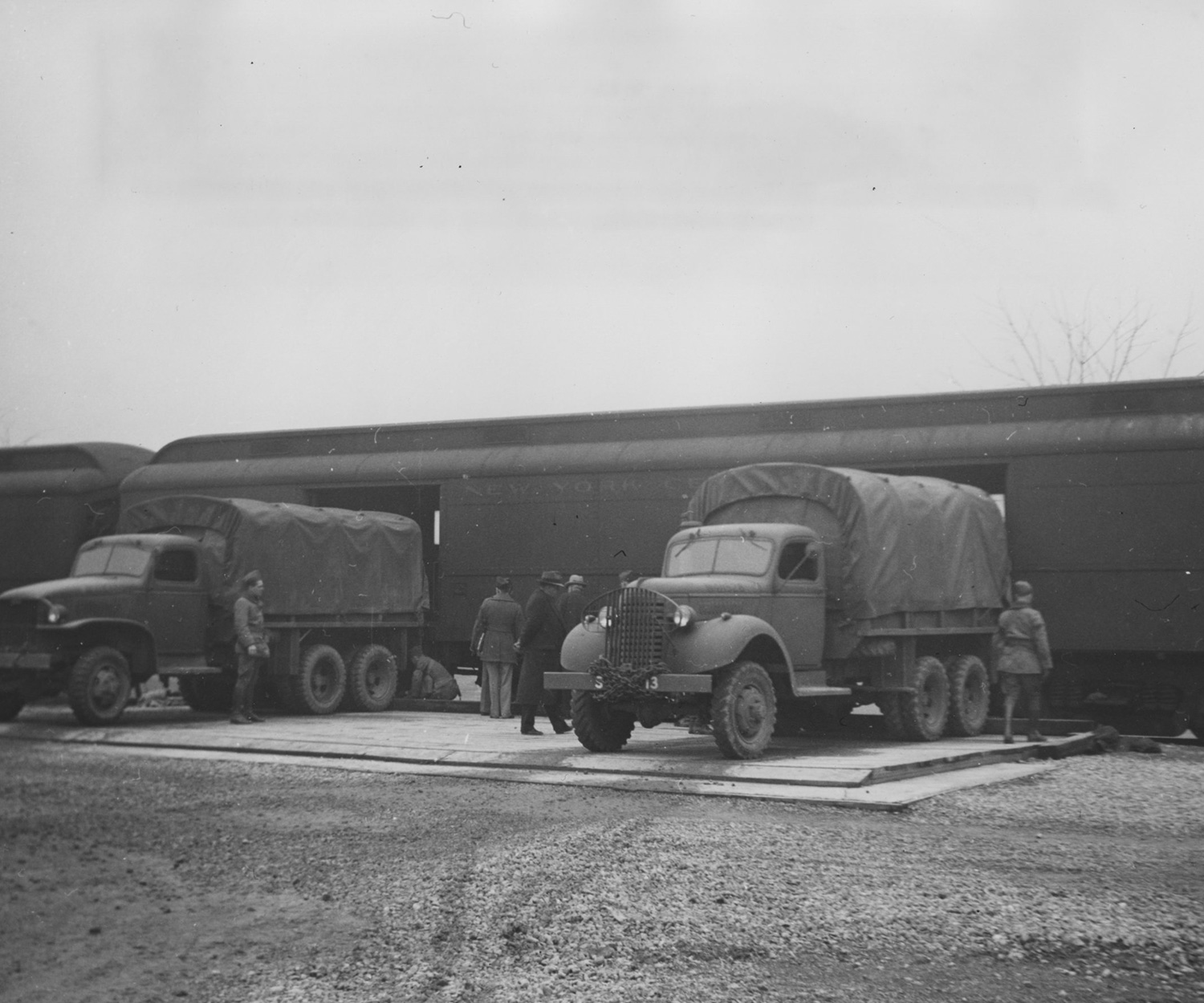
Des trains d'or se préparent à décharger des lingots sur des camions de l'armée, 1941.

La première vague d'expéditions d'or a été effectuée deux fois par semaine entre le 11 janvier et le 17 juin 1937 et supervisée par le département des Postes des États-Unis,. L'or a été transporté du New York Assay Office et de la Philadelphia Mint dans des trains à l'aide de camions postaux et d'escortes de la police municipale. Dans les wagons blindés, les postiers étaient accompagnés de soldats, d'agents des services secrets et de gardes. Des trains leurres ont été employés. L'or a été transféré des trains sur des camions de l'armée sous la protection de soldats armés de balles perforantes et de mitrailleuses. Les camions étaient escortés par des voitures de combat du 1er régiment de cavalerie américain jusqu'au dépôt. Le département des Postes a facturé au département du Trésor le transport du poids des caisses et de l'or en utilisant le tarif de quatrième classe avec des frais d'assurance supplémentaires.
Un total de 4 909 tonnes d'or ont été transférées à Fort Knox au cours de cette vague. Cette expédition représentait 44,84 % du total des réserves d'or américaines, qui étaient de 10 947 tonnes à cette époque. Il a fallu plus de cinq mois et a nécessité 39 trains composés de 215 voitures.
Le 1er mars 1941, le secrétaire au Trésor des États-Unis, Henry Morgenthau Jr., a annoncé l'achèvement d'une autre expédition totalisant 8 048 tonnes d'or du bureau de New York Assay au dépositaire. Le montant total au coffre-fort après la fin de l'expédition était de 12 956 tonnes. Ce montant représentait 65,58 % du total des réserves d'or américaines, qui étaient de 19 757 tonnes à cette époque. Cette vague d'envois a commencé en juillet de l'année précédente et a également été supervisée par la Poste. Il a fallu sept mois et a nécessité 45 trains composés de 337 voitures.

#### Contexte plus large: augmentation contemporaine des réserves d'or aux États-Unis
La construction et l'exploitation anticipée du dépôt ont eu lieu en même temps que les réserves totales d'or aux États-Unis ont connu une croissance sans précédent. Ces réserves, qui étaient à 6 019 tonnes à la fin de 1933 ont bondi à 15 641 tonnes à la fin de 1939. Les facteurs à l'origine de cette croissance comprennent la réévaluation du prix de l'or (dévaluation du dollar) en 1934 qui a stimulé une augmentation de la production mondiale d'or, des incertitudes politiques en Europe provoquant une fuite des capitaux vers les États-Unis et des programmes de réarmement en Europe qui ont augmenté les exportations nettes de marchandises des États-Unis.
De loin, la majeure partie de l'augmentation, 8 620 tonnes, sont le résultat d'importations d'or de l'étranger. Cela comprenait 5 421 tonnes de mines étrangères (principalement d'Afrique du Sud), 2 577 tonnes sur les réserves des banques centrales étrangères (principalement la France et le Royaume-Uni , le solde provenant d'autres sources (principalement des avoirs privés en Inde). Seulement 178 tonnes provenaient de l'or acquis en janvier 1934 dans le cadre du programme d'achat d'or du décret exécutif 6102 (qui exigeait que les particuliers et les institutions livrent au gouvernement tout sauf une petite quantité de leurs pièces et lingots d'or), et 800 tonnes de la production nationale et retour de ferraille et de pièces d'or après janvier.
À la fin de 1940, le total des réserves du Trésor stockées dans tous les sites atteignait 19 546 tonnes. Cela représentait environ 80% des réserves d'or mondiales. Le total des réserves d'or américaines stockées dans tous les sites a culminé en octobre 1941 à 20 262 tonnes et a terminé l'année à 20 206 tonnes.

### Documents historiques

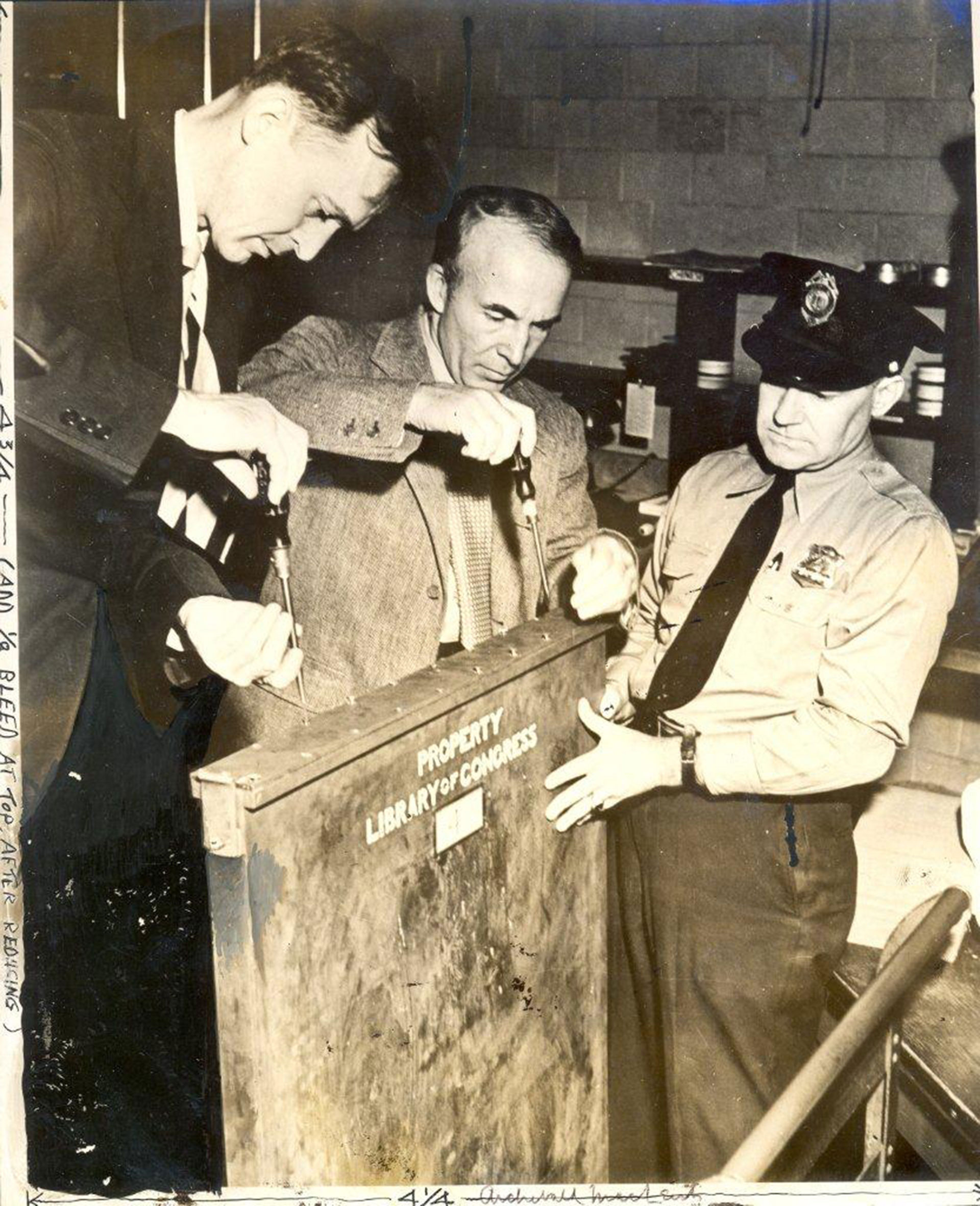
Archibald Macleish déballant la Déclaration d'indépendance et la Constitution américaine après leur retour à la Bibliothèque du Congrès en octobre 1944, après avoir été entreposées à Fort Knox.

Le bibliothécaire du Congrès, Archibald MacLeish, s'est dit préoccupé par la sécurité des précieux artefacts de la bibliothèque dès son entrée en fonction en 1939. Alors que la bataille d'Angleterre se déroulait au cours de l'été et de l'automne 1940, MacLeish demanda au US Geological Survey de localiser le stockage souterrain de "précieux tableaux et livres" et "à une distance raisonnable de Washington". En décembre 1940, il ordonna à son personnel de créer un catalogue détaillé des actifs les plus "irremplaçables" de la Bibliothèque du Congrès et de l'espace nécessaire pour les stocker. Une attention particulière a été accordée à ces éléments "considérés comme les plus importants pour l'histoire de la démocratie".
Lorsqu'il est devenu clair que le Congrès ne financerait pas la construction d'une installation séparée, Macleish a cherché d'autres options. Le 30 avril 1941, il demanda au secrétaire au Trésor quelques milliers de pieds cubes à Fort Knox pour les articles les plus remarquables de la bibliothèque. Le secrétaire répondit, offrant au bibliothécaire dix pieds cubes. En juillet, lorsque l'inventaire a été achevé et qu'il avait été déterminé que quelque 40 000 pieds cubes seraient nécessaires pour le stockage de tous les matériaux uniques et irremplaçables de la bibliothèque, l'offre initiale de dix pieds cubes a été portée à 60,3 pieds cubes.
MacLeish a priorisé les éléments à envoyer à Fort Knox. Ces articles étaient: la Constitution des États-Unis (original signé) ; la déclaration d'indépendance (original signé);  Deuxième discours inaugural de Lincoln (original dédicacé) ; Discours de Lincoln à Gettysburg (première et deuxième ébauches autographiées) ; une Bible de Gutenberg (copie de St. Blasius - St. Paul) ; les articles de la Confédération (original signé) ; et la copie exemplaire de la Magna Carta de la cathédrale de Lincoln  qui avait été prêtée aux États-Unis pour l'Exposition universelle de New York de 1939. Les articles ont été emballés dans quatre caisses puis expédiés par train au dépôt le 26 décembre 1941.
Alors que la chambre forte était invulnérable aux bombardements, elle n'était pas contrôlée par le climat, et les documents étaient donc vulnérables aux changements de température et d'humidité, ainsi qu'aux insectes. Des précautions particulières ont donc été prises. Les articles étaient enfermés dans des récipients en bronze qui avaient été chauffés pendant six heures pour éliminer toute humidité. Les conteneurs ont ensuite été enfouis dans de la laine minérale et placés dans des caisses en bois hermétiquement fermées au plomb. Une unité de climatisation et des séchoirs au chlorure de calcium ont été installés dans la chambre forte. Des inspections fréquentes ont été effectuées. En mai 1942, des réparations ont été apportées à la Déclaration. En avril 1943, la Déclaration et la Constitution ont été retirées puis ramenées au dépôt afin qu'elles puissent être affichées à l'ouverture du Jefferson Memorial. Le 1er octobre 1944, tous les articles ont été retournés à la Bibliothèque du Congrès. La copie de la Magna Carta a été retournée en Angleterre après la guerre en janvier 1946.

### Autres artefacts

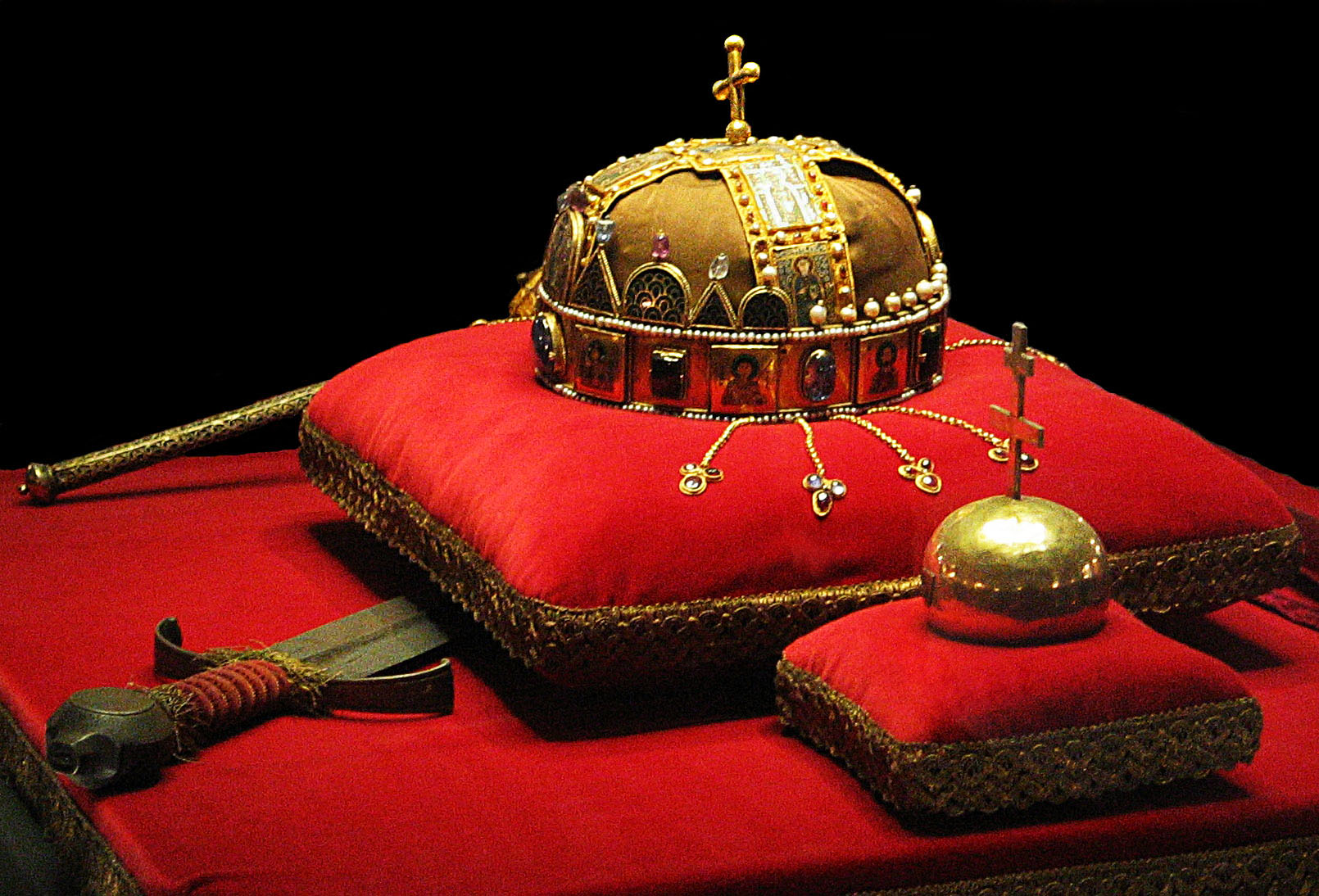
La couronne, l'épée et le Globus Cruciger de Hongrie

Après la Seconde Guerre mondiale, le dépositaire détenait la couronne de Saint-Étienne, ainsi que d'autres joyaux de la couronne hongroise, y compris un sceptre, un orbe en or et un manteau incrusté d'or. Ils ont été remis aux autorités militaires américaines par des membres de la garde royale de la Couronne hongroise qui craignaient de tomber autrement entre les mains des Soviétiques. Il a été gardé en Allemagne sous la garde des États-Unis pendant plusieurs années avant d'être transféré à Fort Knox. La couronne et d'autres bijoux ont été restitués à la Hongrie en 1978.
En 1955, la Defense Logistics Agency a commencé à stocker de l'opium et de la morphine au dépôt et à la West Point Mint. Cela a été fait pour s'assurer que la nation avait des approvisionnements adéquats en cas de guerre ou des ruptures d'approvisionnement du nombre limité d'exportateurs de pavot. Le stock est passé à 30 966 kg, suffisamment pour répondre aux besoins légaux en analgésiques de l'ensemble des États-Unis pendant un an si les fournitures étaient interrompues. Alors que la guerre froide prenait fin et que de plus en plus de pays exportaient de la paille de pavot concentrée, les inquiétudes concernant les ruptures d'approvisionnement se sont apaisées. Mais l'agence ne pouvait légalement vendre son stock d'opium ou de morphine sans l'approbation du Congrès. Ainsi, en 1993, il a converti ses réserves d'opium restantes en sulfate de morphine. Cela a été fait pour prolonger la durée de vie du stock, car la morphine a une durée de conservation plus longue que l'opium,. Selon une question / réponse aux affaires publiques et une fiche d'information de la US Mint, obtenues via la demande FOIA no 2017-09-205, la morphine n'est plus stockée au dépôt,.

## Construction et sécurité

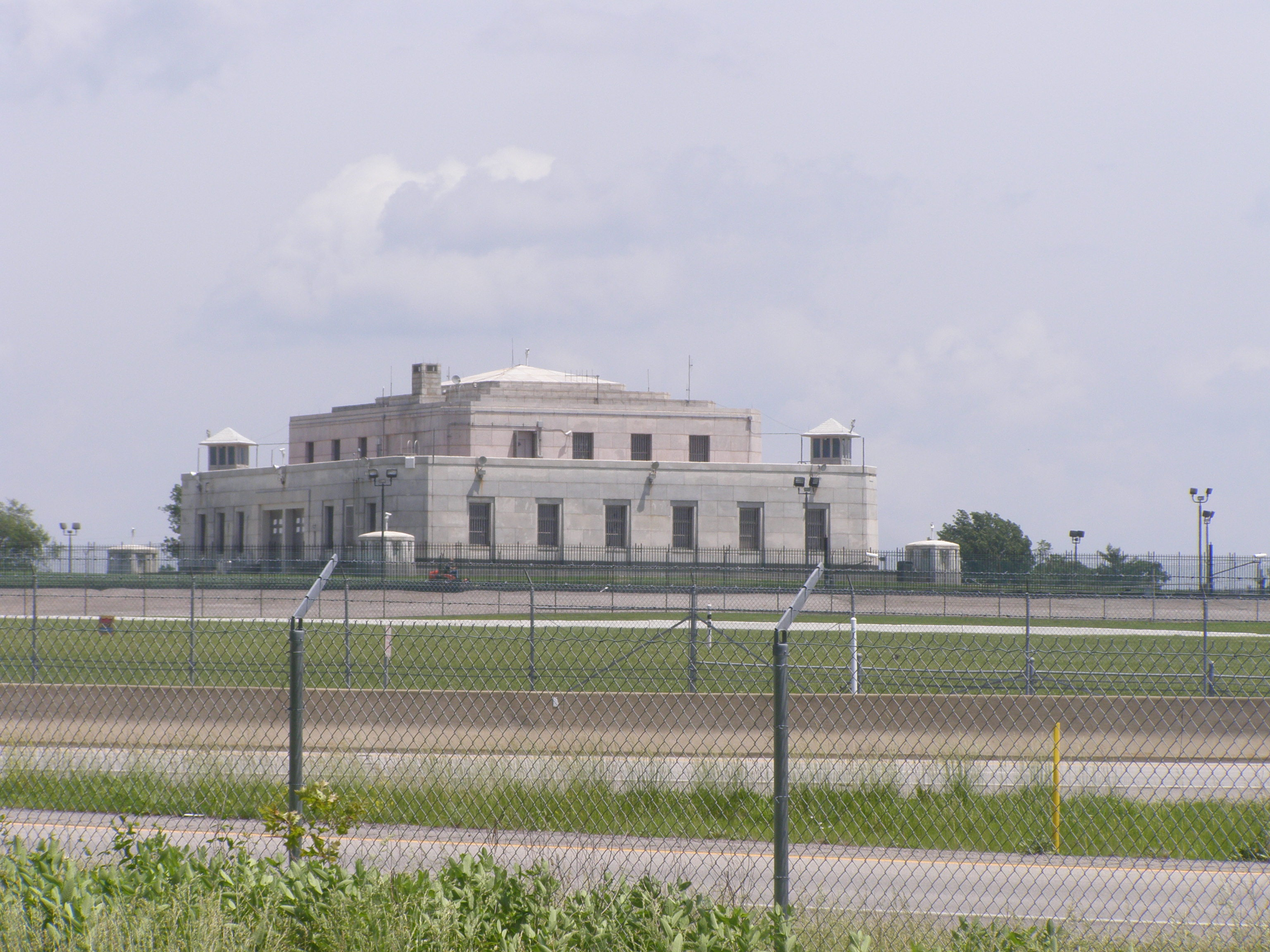
US Bullion Depository, 2011.

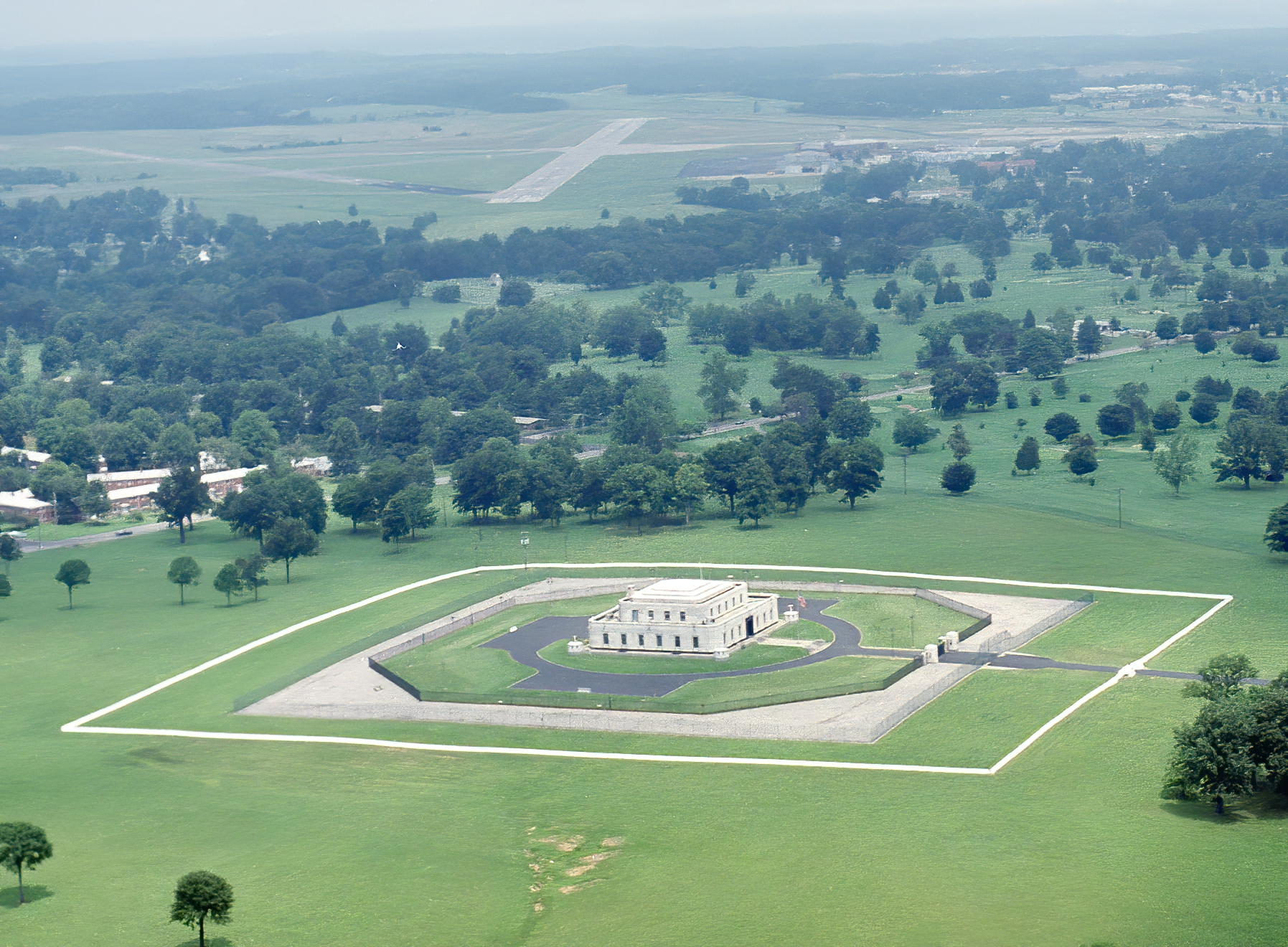
Vue aérienne, 1989

Le bâtiment mesure 32 m par 37 m et mesure 13 m au-dessus du niveau du sol. Les matériaux utilisés pour construire le bâtiment comprennent 470 m3 de granit (extrait du complexe de carrières North Carolina Granite Corporation ), 3 200 m3 de béton, 680 tonnes d'acier renforcé et 610 tonnes d'acier de construction. Le mur extérieur est en béton revêtu de granit. À chaque coin de la structure se trouvent quatre boîtes de garde. Des guérites sont situées à la porte d'entrée. Les mots "United States Depository" sont inscrits sur l'entrée principale en marbre. Au-dessus de l'inscription se trouve le sceau du département du Trésor, en or. Les bureaux de l' officier responsable et du capitaine de la garde s'ouvrent dans le hall d'entrée. À l'arrière du bâtiment se trouve une autre entrée utilisée pour recevoir les lingots et les fournitures.
Sous la structure de forteresse se trouve la chambre forte. Celle-ci est constituée de plaques d'acier, de poutres en I en acier et de cylindres en acier entrelacés avec des cercles et enrobés de béton. C'est moins de 370 m2 de superficie et deux étages. La Mosler Safe Company a fait la voûte. Selon une brochure Mosler, la porte de la chambre forte et la porte de secours mesurent 53 cm d'épaisseur et fait du dernier matériau résistant aux torches et aux forets de l'époque. La porte principale du coffre-fort pèse 18 tonnes et le boîtier du coffre-fort mesure 64 cm. La porte de la chambre forte est réglée sur une serrure de 100 heures et est rarement ouverte. Pour ouvrir le coffre-fort, les membres du personnel du dépôt doivent composer des combinaisons distinctes connues d’eux seuls.
Il y a un tunnel d'évacuation depuis le niveau inférieur de la chambre à utiliser par quelqu'un qui a été accidentellement enfermé. Il ne peut être ouvert que depuis l'intérieur du coffre-fort et lorsque les portes du coffre-fort sont fermées et verrouillées. Le tunnel mène au bâtiment principal.
L'établissement est entouré de clôtures et est gardé par la police de la Monnaie des États-Unis . Entre le périmètre extérieur et les murs du dépôt se trouvent des anneaux de fil de rasoir et des champs de mines. Ces motifs sont suivis par des caméras vidéo à vision nocturne haute résolution et des microphones. Le dépôt est équipé de ses propres systèmes d'alimentation électrique et d'eau de secours.

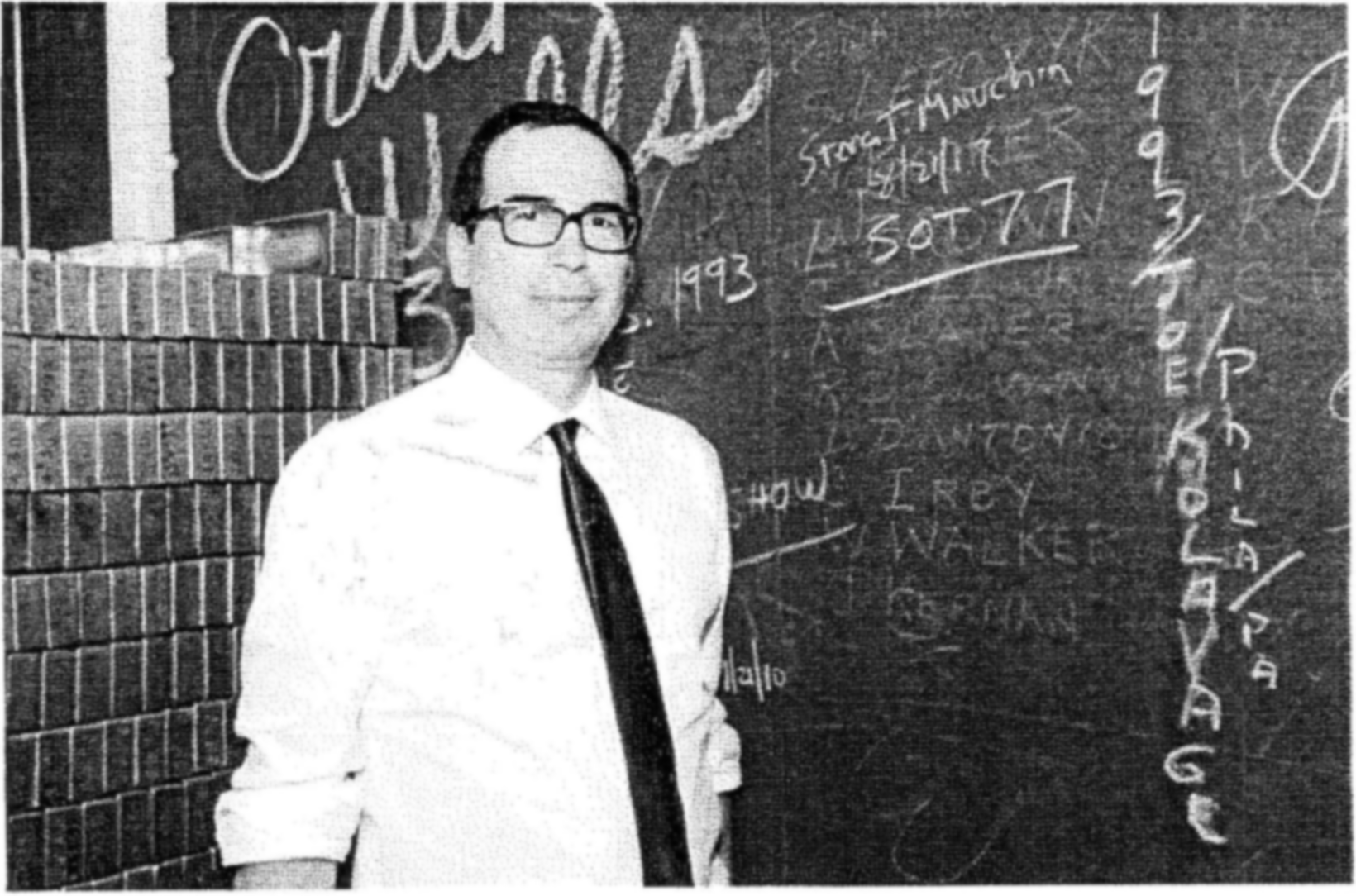
Le secrétaire au Trésor Mnuchin à l'intérieur du coffre-fort, 2017.

Pour des raisons de sécurité, les visiteurs ne sont pas autorisés à pénétrer dans l'enceinte du dépôt. Il n'y a eu que trois occasions signalées où des invités à l'extérieur du département du Trésor ont fait des visites d'inspection de la chambre forte. Le premier a été lancé par le président Franklin Roosevelt en 1943. Une deuxième inspection a été effectuée par des membres du Congrès des États-Unis et des médias le 23 septembre 1974, dirigée par la directrice de la Monnaie des États-Unis, Mary Brooks. La tournée répondait à une théorie du complot, diffusée par Peter David Beter, selon laquelle les élites avaient secrètement retiré l'or dans le dépôt et que les chambres fortes étaient vides. La troisième tournée d'inspection a eu lieu le 21 août 2017. Le secrétaire au Trésor, Steven Mnuchin, le trésorier des États-Unis, Jovita Carranza, et d'autres membres du personnel ont accompagné le leader de la majorité au Sénat et le sénateur du Kentucky Mitch McConnell, le membre du Congrès du Kentucky Brett Guthrie et le gouverneur du Kentucky Matt Bevin,. Selon un tweet de Mnuchin et un e-mail interne du chef de la police de la Monnaie américaine Dennis O'Connor, il a été le premier secrétaire au Trésor à visiter le dépositaire depuis John Wesley Snyder en 1948.

## Avoirs actuels

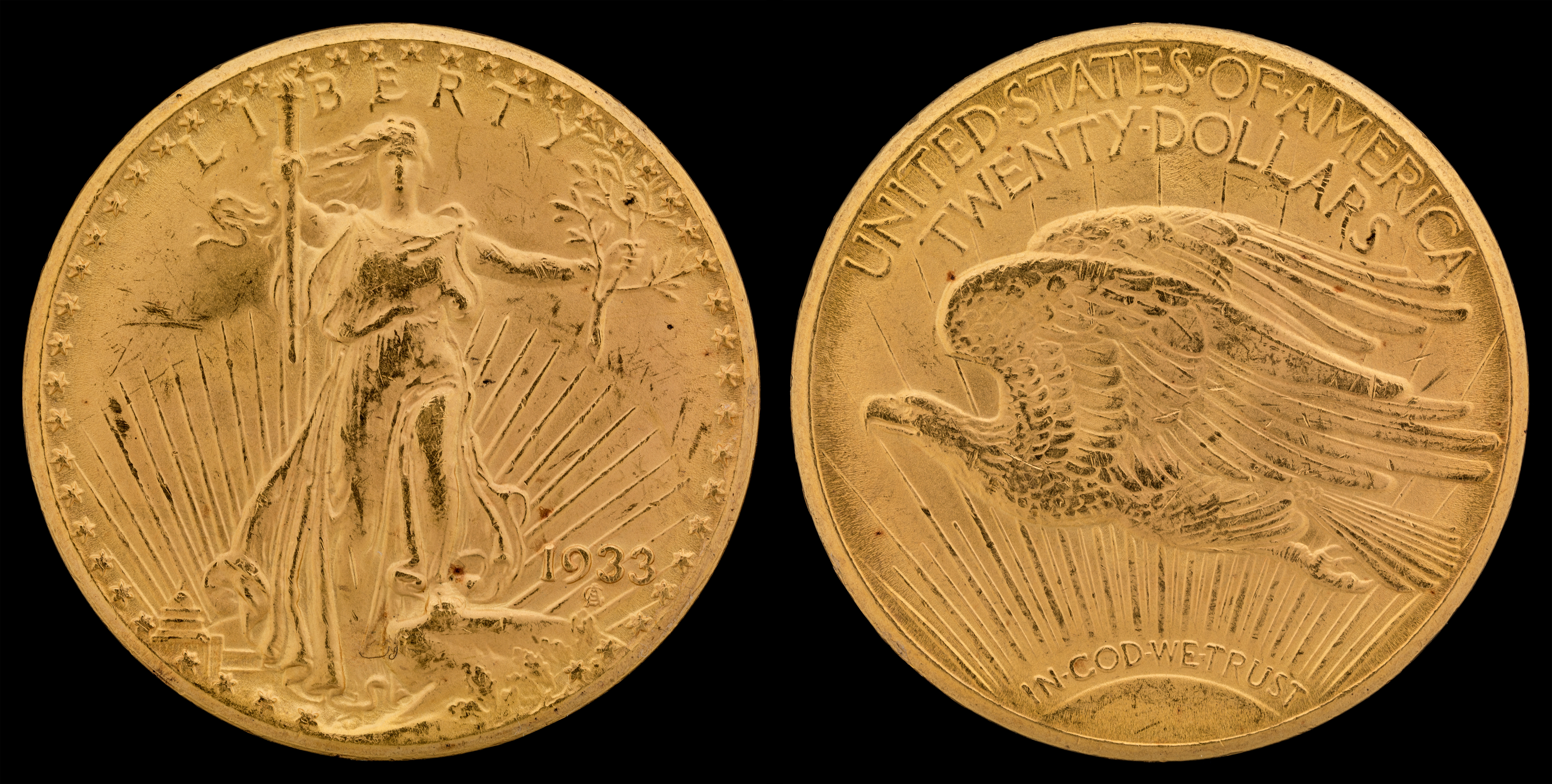
1933 Double Eagle.

Au 31 juillet 2019, Fort Knox détenait 4 583 tonnes de réserves d'or d'une valeur marchande de 210,8 milliards de dollars américains, ce qui représente 56,35 % des réserves d'or des États-Unis,. En 2017, les réserves d'or américaines de 8 133,5 tonnes étaient presque aussi importantes que celles des trois pays suivants réunis. Viennent ensuite l'Allemagne, dont les réserves d'or s'élèvent à 3 371 tonnes.
Les lingots d'or détenus dans le dépôt ont environ sept pouces de long, trois pouces et demi de large et un pouce et trois quarts d'épaisseur. Bien que chacune de ces barres contienne l'équivalent d'environ 12,4 kg d'or pur, leur composition diffère. Les lingots d'or « originaux » contiennent au moins 99,5 % d'or fin, tandis que les lingots fabriqués à partir de pièces d'or fondues ont la même composition que les pièces à partir desquelles ils ont été fabriqués.
La London Good Delivery List de 1934, publiée par le London Gold Market (précurseur de la London Bullion Market Association), définissait les barres à pièces comme des "barres titrant 899 à 901 pour mille ou 915 1/2 à 917 pour mille et contenant entre 9 kg et 12 kg onces d'or fin". Ces deux niveaux de finesse différents reflétaient la composition des pièces d'or de l'époque. Les pièces américaines produites à partir de 1838 par 1933 ont été faites avec 90 % d'or allié à 10 % de cuivre, tandis que les pièces anglaises Gold Crown ont été frappées avec une proportion d'or de 22 parties à 24 %). Ces ratios d'or inférieurs contrastent avec de nombreuses pièces d'or fin à 99,9 % frappées à l'époque moderne, car les pièces plus anciennes étaient destinées à la circulation, contrairement aux pièces plus récentes.
En 2011, les listes détaillées complètes des lingots d'or du Trésor américain ont été publiées par le US House Committee on Financial Services dans le cadre des soumissions pour son audition intitulée "Investigating the Gold: HR 1495, Gold Reserve Transparency Act of 2011 and the Oversight of United States Gold Holdings ". D'après le calendrier, on peut voir qu'environ 6 % des lingots d'or à Fort Knox ont une finesse entre 899 et 901, 2 % ont une finesse entre 901,1 et 915,4, 17 % ont une finesse entre 915,5 et 917 et 1 % avoir une finesse supérieure ou égale à 995. La finesse moyenne est de 916,7,.
En plus de l'or, le dépositaire détient actuellement dix pièces d'or Double Eagle de 1933, un sou en aluminium de 1974 et vingt pièces d'or Sacagawea (22 carats) en dollars qui ont volé à bord de la navette spatiale,.

## Réputation

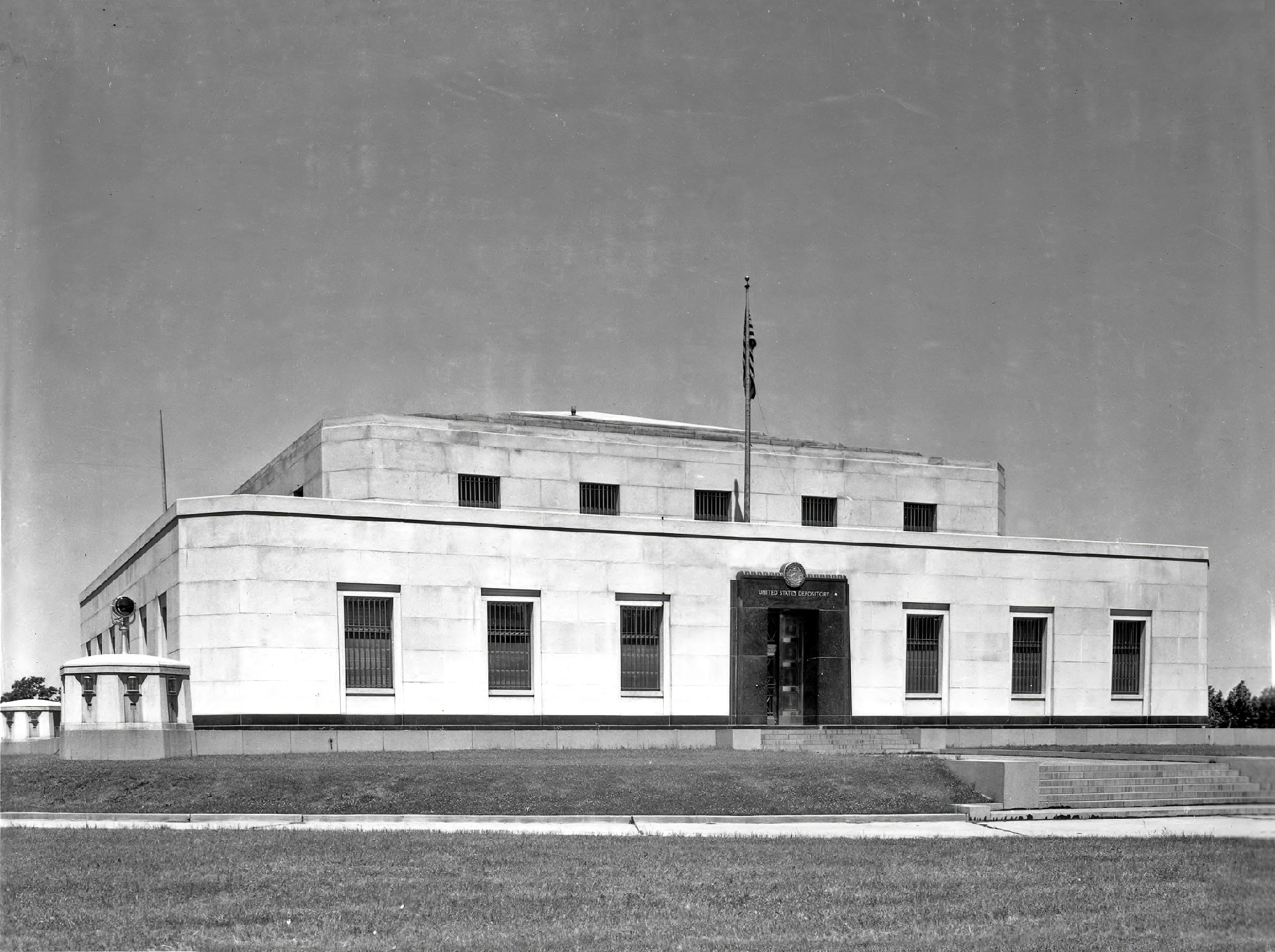
US Bullion Depository. Prise en 1968, quatre ans après le film Goldfinger

Le terme « sûr comme Fort Knox » est devenu une métaphore de la sûreté et de la sécurité dans la langue vernaculaire populaire,,. À titre d'exemple, la candidate des primaires présidentielles du Parti démocrate américain de 2020 Elizabeth Warren, en décrivant dans un poste sur Medium un plan pour les machines de vote sécurisé, a déclaré « Nos élections devraient être aussi sûr que Fort Knox. Mais au lieu de cela, ils sont moins sécurisés que votre compte Amazon ». Samsung Knox, qui fait partie de l'initiative SAFE (SAmsung For Enterprise) de Samsung, a été nommé d'après Fort Knox, évoquant un sentiment de sécurité.
Étant donné sa réputation de détenir en toute sécurité de grandes quantités d'or, l'introduction par effraction dans le dépositaire a été présentée dans de nombreux livres, films et émissions de télévision populaires. Un exemple bien connu est le film Goldfinger  dans lequel le méchant éponyme exécute un plan labyrinthique d'irradiation de la chambre afin de coincer le marché de l'or. Le film Behind the Headlines, sorti la même année que la première vague de cargaisons d'or à Fort Knox, parlait de gangsters volant de l'or d'une voiture blindée en route vers le dépôt. Dans la comédie de 1951 Comin' Round the Mountain, Abbott et Costello suivent une carte au trésor et creusent sans le savoir dans le caveau de Fort Knox, où ils sont immédiatement arrêtés. Dans le dessin animé de 1952 14 Carrot Rabbit, Bugs Bunny incite Yosemite Sam à creuser dans le coffre-fort où il est lui aussi immédiatement arrêté sur place.